# Mevlüt Erdinç
Mevlüt Erdinç, aussi orthographié Mevlut Erding, né le 25 février 1987 à Saint-Claude dans le Jura, est un footballeur international turc qui évolue au poste d'attaquant.
Ayant joué quatorze saisons en Ligue 1, il a inscrit 92 buts en 289 matches de championnat. Appelé en équipe de Turquie à partir de 2008, il participe notamment à l'Euro 2008 au cours duquel les Turcs sont demi-finalistes.

## Biographie

### Jeunesse
Mevlüt Erdinç est le plus jeune d'une famille de huit enfants originaire de Yozgat en Turquie. Ses parents sont venus en France en 1973. Il arrive à l’âge de 13 ans au centre de formation sochalien en provenance de Saint-Claude où il jouait pour l'A.S.C.V (Association Saint-Claude Vaux), club de la ville. Les premiers temps au centre de formation, loin de sa famille, ne sont pas faciles : « J'avais 13 ans, ma mère me manquait vraiment. Il y a eu beaucoup de nuits durant lesquelles j'ai pleuré, mais ma famille a su me soutenir. »[réf. nécessaire]

### Carrière en club

#### FC Sochaux (2006-2009)
Travaillant dur pour réaliser son rêve, l'international Espoirs turc signe, en même temps que Jérémy Ménez, son premier contrat pro avec son club formateur en avril 2006 pour une durée de trois ans. Il fait ses débuts avec l'équipe première en Ligue 1 lors de la saison 2005-2006. Lors de sa première apparition contre l'AC Ajaccio en novembre 2005, rentré quatre minutes avant la fin de la rencontre, il inscrit son premier but dans les arrêts de jeu, offrant ainsi la victoire à son équipe.
En quête d'un meilleur temps de jeu, il est sur le point de rejoindre le Clermont Foot (L2) à l'intersaison 2007. Finalement conservé par Frédéric Hantz dans l'effectif sochalien, il devient l'une des révélations du championnat et connaît ainsi un tournant majeur dans sa carrière. Le 29 octobre 2007, il prolonge son contrat avec Sochaux jusqu'en 2012.

#### Paris Saint-Germain (2009-2012)
Le 30 juin 2009, il s'engage avec son club de cœur, le PSG, pour un contrat de quatre ans. Le transfert est évalué à plus de 8 millions d'euros. Il débute sous ses nouvelles couleurs le samedi 7 août 2009 contre Montpellier à la Mosson.
Il inscrit son premier but avec le PSG le samedi 15 août 2009 face au Mans. Le 13 mars 2010, il inscrit au Parc des Princes son premier triplé avec le PSG face au FC Sochaux, son ancien club. Pour sa première saison au PSG, Erding fait partie des meilleurs buteurs du championnat (3e avec 15 buts en 31 matches).
Le 14 avril 2010, en demi-finale de la Coupe de France, il inscrit le seul but de la rencontre face à l'US Quevilly, permettant au PSG de se qualifier pour la 11e finale de son histoire dans cette compétition. Finale remporté par les Parisiens ce qui permet au club de la capitale de participer à la Ligue Europa. En ouvrant la marque face à Saint-Étienne dès la quatrième minute de jeu, Mevlüt Erding est le premier buteur de la saison 2010-2011.

#### Stade rennais (2012-2013)
Longtemps annoncé durant l'été 2011 du côté du Stade rennais, Erdinç reste finalement dans la capitale, le club parisien annonçant le 29 août 2011 vouloir conserver le joueur pour la saison 2011-2012. Cette décision survient après une victoire du PSG face à Toulouse, lors de laquelle Erding, entré en jeu à la 87e minute inscrit un but et effectue une passe décisive (3-1). Quelques mois plus tard, le 24 janvier 2012, le Stade rennais annonce finalement avoir trouvé un accord pour son transfert, qui se concrétise le lendemain par la signature d'un contrat de trois ans et demi. Le 11 février 2012 à l'occasion de la 23e journée de Ligue 1, il inscrit le premier but de son équipe contre Sochaux au Roazhon Park (à l'époque nommé Stade de la route de Lorient) d'une tête dans la lucarne de Cros, le gardien sochalien sur une passe de Jonathan Pitroipa.

#### AS Saint-Étienne (2013-2015)
Le 2 septembre 2013, il rejoint l'AS Saint-Étienne et signe un contrat de quatre ans en faveur des verts. Il y reste deux saisons, inscrivant 21 buts en 65 matches toutes compétitions confondues dont 19 réalisations en 53 matches de championnat.

#### Hanovre (2015-2017)
Le 17 juillet 2015, il quitte l'AS Saint-Étienne pour le club allemand de Hanovre et s'engage pour trois saisons. À la trêve hivernale, son compteur but reste à zéro après 11 matches de championnat et 2 matches de Coupe d'Allemagne.

#### Guingamp (2016)
En situation d'échec en Allemagne, il fait son retour en France dès le 7 janvier 2016 à l'occasion d'un prêt, sans option d'achat, à l'En Avant Guingamp afin de trouver du temps de jeu en vue de l'Euro 2016. En 15 matches de championnat, il trouvera le chemin des filets à quatre reprises. Il dispute également un 1/4 de finale de Coupe de la Ligue perdu aux tirs au but à domicile face à Lille (0-0 à l'issue du temps réglementaire). Il inscrit un des deux tirs au but réussis des guingampais.

#### FC Metz (2016-2017)
Toujours indésiré en Basse-Saxe où Hanovre termine dernier de Bundesliga et donc relégué en deuxième division, Mevlüt Erding est prêté au FC Metz, promu de Ligue 2, pour toute la saison 2016-2017. Pour son premier match officiel sous le maillot grenat, lors de la première journée de championnat, il réalise un doublé à Saint-Symphorien dont un penalty face à Lille (victoire 3-2 des messins). Lors de la quatrième journée de Ligue 1, il inscrit le deuxième triplé de sa carrière contre le FC Nantes au stade de la Beaujoire, assurant une victoire 3-0 pour les messins.

#### Istanbul Basaksehir (2017-2019)
Le 13 juillet 2017, il s'engage avec l'Istanbul Basaksehir. Le 31 août 2018, il est prêté à Antalyaspor.
Il réalise une très bonne saison à Antalyaspor ou marque 12 buts dans une équipe qui joue que le maintien. À la suite de son départ d'Antalyspor, il signe au Fenerbahçe SK.

#### Fenerbahçe (2019-2020)
Il arrive à Fenerbahçe SK avec le statut de remplaçant. Il joue 18 matchs et marque 4 but lors de la saison.

#### Ümraniyespor (2022)
En 2022, il évolue au poste d'attaquant avec le club d'Ümraniyespor, pensionnaire de 1. Lig Turque (2e div.)
Son contrat n'est pas renouvelé à la suite de la montée du club en division 1.

#### Racing Besançon (2022)
Le 2 juillet 2022, le Racing Besançon, club promu en National 2, annonce l'arrivée de Mevlüt Erdinç. Il prend finalement sa retraite quelques semaines seulement après son arrivée. Il devient dans ce même club entraîneur des attaquants.

### Équipe nationale
Il fait également partie de l’équipe espoirs turque après avoir joué pour les moins de 17 ans français. Le 26 mars 2008, il honore sa première sélection avec l'équipe nationale de Turquie dans un match amical face à la Biélorussie et est l'invité surprise de la sélection turque pour l'Euro 2008. Il est même titulaire pour le match d'ouverture de la compétition face au Portugal (0-2).
Il marque son premier but avec l'équipe nationale de Turquie le 11 octobre 2008 à Istanbul en éliminatoire de la Coupe du monde 2010 face à la Bosnie-Herzégovine (2-1).
Il fait partie d'un groupe de 27 joueurs pour jouer l'Euro 2016 en France mais il n'est finalement pas conservé.

## Statistiques
| Saison                | Club                   | Championnat           | Championnat | Championnat | Coupe nationale | Coupe nationale | Coupe de la Ligue | Coupe de la Ligue | Supercoupe | Supercoupe | Compétition(s) continentale(s) | Compétition(s) continentale(s) | Compétition(s) continentale(s) | Total | Total |
| Saison                | Club                   | Division              | M.          | B.          | M.              | B.              | M.                | B.                | M.         | B.         | Comp.                          | M.                             | B.                             | M.    | B.    |
| 2005-2006             | FC Sochaux-Montbéliard | Ligue 1               | 10          | 2           | 3               | 0               | -                 | -                 | -          | -          | -                              | -                              | -                              | 13    | 2     |
| 2006-2007             | FC Sochaux-Montbéliard | Ligue 1               | 4           | 0           | -               | -               | 1                 | 0                 | -          | -          | -                              | -                              | -                              | 5     | 0     |
| 2007-2008             | FC Sochaux-Montbéliard | Ligue 1               | 29          | 11          | 2               | 0               | 1                 | 0                 | 1          | 0          | C3                             | 1                              | 0                              | 34    | 11    |
| 2008-2009             | FC Sochaux-Montbéliard | Ligue 1               | 36          | 11          | 1               | 0               | 1                 | 1                 | -          | -          | -                              | -                              | -                              | 38    | 12    |
| Sous-total            | Sous-total             | Sous-total            | 79          | 24          | 6               | 0               | 3                 | 1                 | 1          | 0          | -                              | 1                              | 0                              | 90    | 25    |
| 2009-2010             | Paris Saint-Germain    | Ligue 1               | 31          | 15          | 6               | 4               | 0                 | 0                 | -          | -          | -                              | -                              | -                              | 37    | 19    |
| 2010-2011             | Paris Saint-Germain    | Ligue 1               | 34          | 8           | 6               | 0               | 3                 | 0                 | 1          | 0          | C3                             | 10                             | 1                              | 54    | 9     |
| 2011-2012             | Paris Saint-Germain    | Ligue 1               | 11          | 1           | 1               | 0               | 1                 | 1                 | -          | -          | C3                             | 6                              | 0                              | 19    | 2     |
| Sous-total            | Sous-total             | Sous-total            | 76          | 24          | 13              | 4               | 4                 | 1                 | 1          | 0          | -                              | 16                             | 1                              | 110   | 30    |
| 2011-2012             | Stade rennais FC       | Ligue 1               | 12          | 4           | 2               | 0               | -                 | -                 | -          | -          | -                              | -                              | -                              | 14    | 4     |
| 2012-2013             | Stade rennais FC       | Ligue 1               | 32          | 10          | 1               | 0               | 4                 | 3                 | -          | -          | -                              | -                              | -                              | 37    | 13    |
| 2013-2014             | Stade rennais FC       | Ligue 1               | 4           | 1           | -               | -               | -                 | -                 | -          | -          | -                              | -                              | -                              | 4     | 1     |
| Sous-total            | Sous-total             | Sous-total            | 48          | 15          | 3               | 0               | 4                 | 3                 | -          | -          | -                              | -                              | -                              | 55    | 18    |
| 2013-2014             | AS Saint-Étienne       | Ligue 1               | 27          | 11          | 1               | 0               | 1                 | 1                 | -          | -          | -                              | -                              | -                              | 29    | 12    |
| 2014-2015             | AS Saint-Étienne       | Ligue 1               | 26          | 8           | 5               | 1               | 1                 | 0                 | -          | -          | C3                             | 4                              | 0                              | 36    | 9     |
| Sous-total            | Sous-total             | Sous-total            | 53          | 19          | 6               | 1               | 2                 | 1                 | -          | -          | -                              | 4                              | 0                              | 65    | 21    |
| 2015-2016             | Hanovre 96             | Bundesliga            | 11          | 0           | 2               | 0               | -                 | -                 | -          | -          | -                              | -                              | -                              | 13    | 0     |
| 2015-2016             | EA Guingamp (prêt)     | Ligue 1               | 15          | 4           | 0               | 0               | 1                 | 0                 | -          | -          | -                              | -                              | -                              | 16    | 4     |
| 2016-2017             | FC Metz (prêt)         | Ligue 1               | 24          | 6           | 1               | 0               | 2                 | 0                 | -          | -          | -                              | -                              | -                              | 27    | 6     |
| 2017-2018             | Istanbul Basaksehir    | Süper Lig             | 16          | 4           | 4               | 2               | -                 | -                 | -          | -          | C3                             | 6                              | 0                              | 26    | 6     |
| 2018-2019             | Antalyaspor (prêt)     | Süper Lig             | 24          | 12          | 3               | 2               | -                 | -                 | -          | -          | -                              | -                              | -                              | 27    | 14    |
| 2019-2020             | Fenerbahçe             | Süper Lig             | 12          | 0           | 7               | 4               | -                 | -                 | -          | -          | -                              | -                              | -                              | 19    | 4     |
| 2021-2022             | Ümraniyespor           | 1.Lig                 | 2           | 0           | -               | -               | -                 | -                 | -          | -          | -                              | -                              | -                              | 2     | 0     |
| Total sur la carrière | Total sur la carrière  | Total sur la carrière | 360         | 108         | 45              | 13              | 16                | 6                 | 2          | 0          | -                              | 27                             | 1                              | 450   | 128   |

### En sélection nationale
| Saison                | Sélection             | Phases finales        | Phases finales | Phases finales | Phases finales | Éliminatoires | Éliminatoires | Éliminatoires | Matchs amicaux | Matchs amicaux | Matchs amicaux | Total | Total | Total |
| Saison                | Sélection             | Compétition           | M              | B              | Pd             | M             | B             | Pd            | M              | B              | Pd             | M     | B     | Pd    |
| --------------------- | --------------------- | --------------------- | -------------- | -------------- | -------------- | ------------- | ------------- | ------------- | -------------- | -------------- | -------------- | ----- | ----- | ----- |
| 2007-2008             | Turquie               | Euro 2008             | 2              | 0              | 0              | -             | -             | -             | 4              | 0              | 0              | 6     | 0     | 0     |
| 2008-2009             | Turquie               | -                     | -              | -              | -              | 4             | 1             | 0             | -              | -              | -              | 4     | 1     | 0     |
| 2009-2010             | Turquie               | -                     | -              | -              | -              | -             | -             | -             | 3              | 0              | 0              | 3     | 0     | 0     |
| 2011-2012             | Turquie               | -                     | -              | -              | -              | -             | -             | -             | 1              | 0              | 0              | 1     | 0     | 0     |
| 2012-2013             | Turquie               | -                     | -              | -              | -              | 4             | 1             | 0             | 4              | 1              | 0              | 8     | 2     | 0     |
| 2013-2014             | Turquie               | -                     | -              | -              | -              | 1             | 1             | 0             | 7              | 3              | 1              | 8     | 4     | 1     |
| 2014-2015             | Turquie               | -                     | -              | -              | -              | -             | -             | -             | 3              | 1              | 0              | 3     | 1     | 0     |
| 2015-2016             | Turquie               | -                     | -              | -              | -              | -             | -             | -             | 1              | 0              | 0              | 1     | 0     | 0     |
| 2016-2017             | Turquie               | -                     | -              | -              | -              | 1             | 0             | 0             | -              | -              | -              | 1     | 0     | 0     |
| Total sur la carrière | Total sur la carrière | Total sur la carrière | 2              | 0              | 0              | 10            | 3             | 0             | 23             | 5              | 1              | 35    | 8     | 1     |

### Buts internationaux
| # | Date              | Stade, ville, pays                                              | Adversaire         | Résultat | Compétition                                |
| - | ----------------- | --------------------------------------------------------------- | ------------------ | -------- | ------------------------------------------ |
| 1 | 11 octobre 2008   | Stade BJK İnönü, Istanbul, Turquie                              | Bosnie-Herzégovine | 2-1      | Qualifications pour la Coupe du monde 2010 |
| 2 | 16 octobre 2012   | Stade Ferenc-Puskás, Budapest, Hongrie                          | Hongrie            | 1-3      | Qualifications à la Coupe du monde 2014    |
| 3 | 14 novembre 2012  | Türk Telekom Arena, Istanbul, Turquie                           | Danemark           | 1-1      | Match amical                               |
| 4 | 10 septembre 2013 | Arena Națională, Bucarest, Roumanie                             | Roumanie           | 0-2      | Qualifications à la Coupe du monde 2014    |
| 5 | 15 novembre 2013  | 5 Ocak, Adana, Turquie                                          | Irlande du Nord    | 1-0      | Match amical                               |
| 6 | 5 mars 2014       | Stade du 19-Mai d'Ankara, Ankara, Turquie                       | Suède              | 2-1      | Match amical                               |
| 7 | 30 mai 2014       | Robert F. Kennedy Memorial Stadium, Washington D.C., États-Unis | Honduras           | 0-2      | Match amical                               |
| 8 | 31 mars 2015      | Stade Josy-Barthel, Luxembourg, Luxembourg                      | Luxembourg         | 1-2      | Match amical                               |

Dernière modification le 31 mars 2015

## Palmarès

### En club
Mevlüt Erdinç est formé au FC Sochaux-Montbéliard avec qui il s'incline lors du Trophée des champions 2007.
Sous les couleurs du Paris Saint-Germain, il remporte la Coupe de France en 2010 mais s'incline lors du Trophée des champions 2010 et lors de la finale de la Coupe de France 2011. Il est également vice-champion de France en 2012. 
Avec le Stade rennais, il est finaliste de la Coupe de la Ligue en 2013.

### En sélection
Avec l'équipe de France des moins de 17 ans, il remporte la Meridian Cup en 2005.

### Distinctions personnelles
- Troisième meilleur espoir de Ligue 1 derrière Hatem Ben Arfa et Yohan Cabaye en 2008.
- Meilleur buteur de la coupe de France en 2009-2010

## Anecdotes
Son nom de famille s'écrit « Erdinç » en turc. À la suite d'une erreur administrative, lors de la venue de ses parents en France, son nom s'est trouvé modifié en « Erding ».[réf. nécessaire]
Il joue avec la sélection turque, bien qu'il ait joué quelques matches avec les -17 ans français.
Il a fait une apparition dans le clip Les P'tits de chez moi du rappeur français Mister You.
Erdinç est un fervent partisan du président turc Recep Tayyip Erdoğan,.
Il supporte le PSG depuis son enfance : « Le Paris Saint-Germain est le club de mon enfance, le club que je supporte encore aujourd’hui. J’aime ce club. L’accueillir aujourd’hui à Istanbul me fait vraiment plaisir. Le Paris Saint-Germain me faisait rêver quand j’étais petit, et ai eu la chance d’y jouer. Quand j’ai rejoint Paris, plusieurs clubs me voulait. Mais dans ma tête, il n’y avait que le Paris Saint-Germain, ce maillot, ces couleurs. Il n’y avait pas de choix à faire, c’était une évidence. C’est aujourd’hui un très grand club, et j’en suis très fier. ».